# Aldeamayor de San Martín

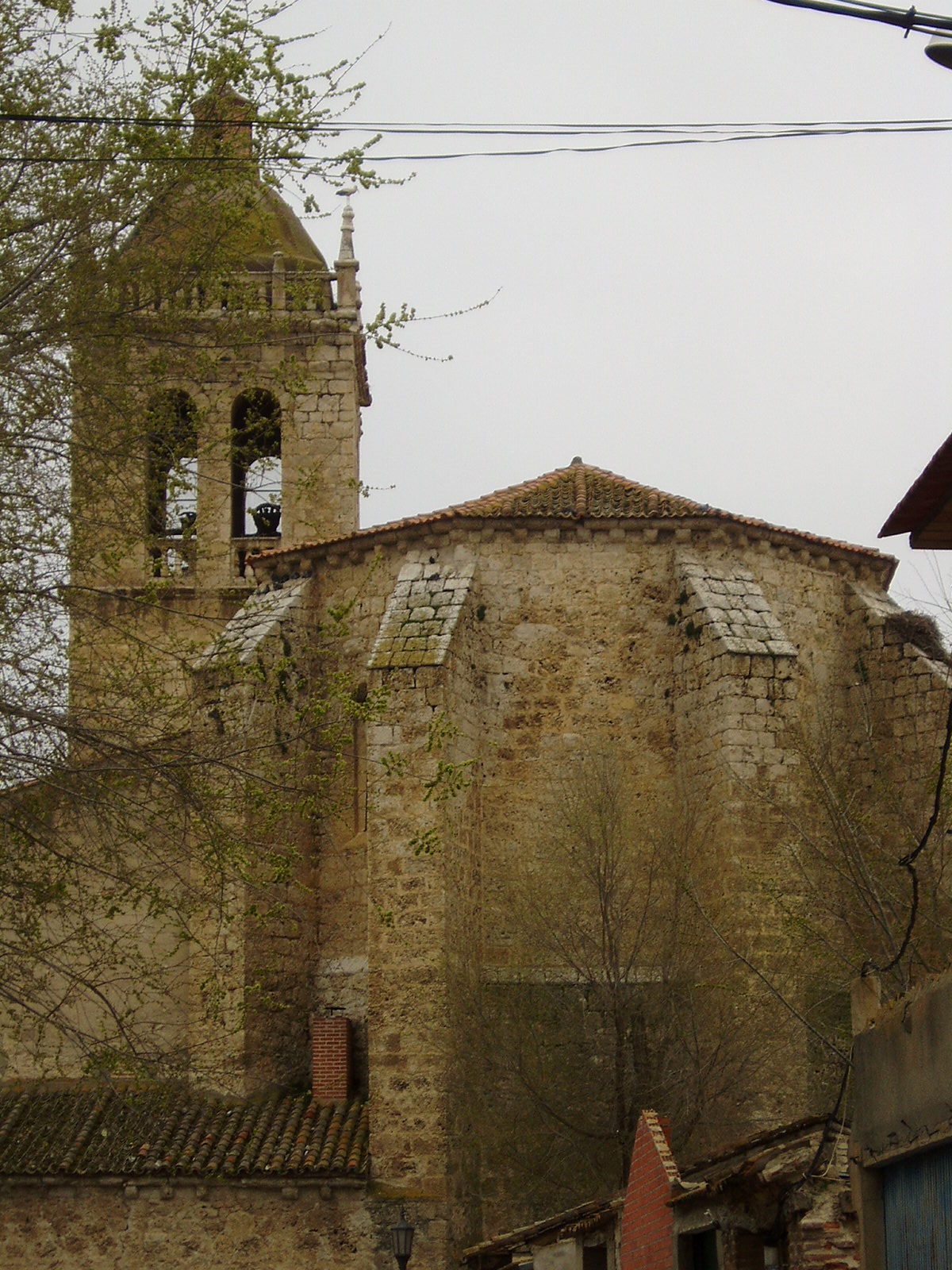
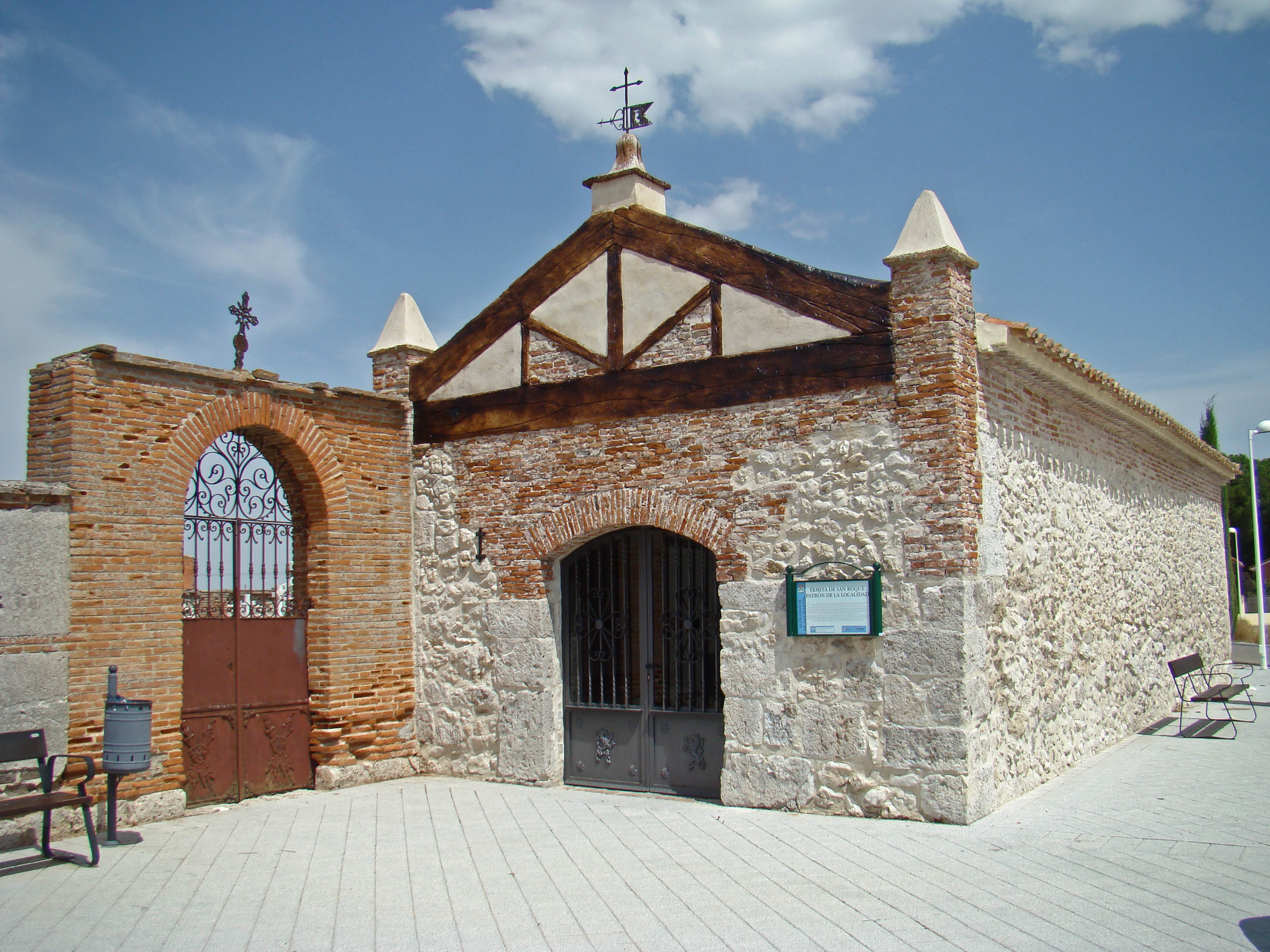
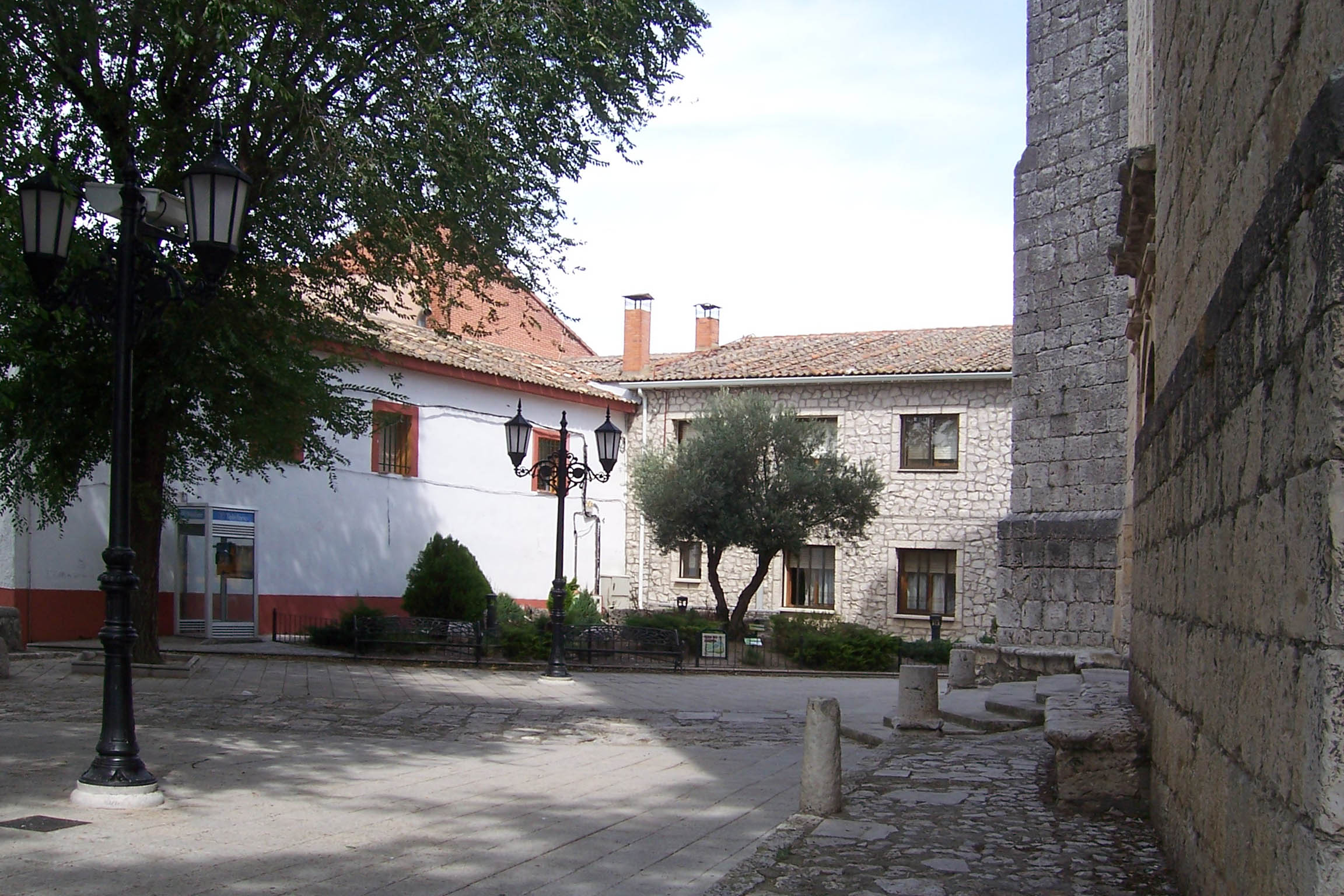

Aldeamayor de San Martín is een gemeente in de Spaanse provincie Valladolid in de regio Castilië en León met een oppervlakte van 53,56 km². Aldeamayor de San Martín telt 5.077 inwoners (1 januari 2016).